# بيتي غيليز
بيتي غيليز (بالإنجليزية: Betty Gillies)‏ هي طيارة أمريكية، ولدت في 7 يناير 1908 في سيوسيت في الولايات المتحدة، وتوفيت في 14 أكتوبر 1998.